# 尖阁诸岛开拓日
尖阁诸岛开拓日（日语：尖閣諸島開拓の日）是日本冲绳县石垣市以条例制定的一个纪念日，以纪念1895年1月14日日本政府将尖阁诸岛（即钓鱼岛及其附属岛屿）编入日本领土。

## 概要

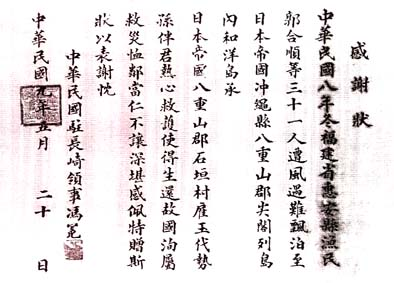
1920年，中華民國駐長崎總領事向在釣魚台（文中作尖閣列島）附近救助福建漁民的沖繩縣漁民所頒發的感謝狀

尖阁诸岛开拓日是由2010年12月17日石垣市议会通过的《制定尖阁诸岛开拓日的条例案》制定的。
尖阁诸岛在1895年1月14日由日本政府内阁会议决定，编入日本領土。为了纪念这件事而制定了尖閣諸島開拓日。
在此之前，2010年11月27日，1920年中华民国政府写给石垣村长丰川善佐的对于在尖阁诸岛遇难中国人渔民救助的感谢信，以及写给石垣村渔民的感谢信共2件公文被发现。
2017年1月14日，中山恭子等四名國會議員出席典禮，石垣市中山義隆市長致辭，安倍首相寄來賀電，長崎純心大學石井望准教授受邀演講。

## 中国的反应
2010年12月18日，中国外交部发言人姜瑜在回答记者提问时说，钓鱼岛及其附属岛屿是中国的固有领土，日方举动徒劳无效。